# Wilhelm Harder (Zoologe)
Wilhelm Harder (* 29. Januar 1921 in Krefeld; † 27. Februar 2009 in Tübingen) war ein deutscher Zoologe. Sein Forschungsschwerpunkt waren elektrische Fische.

## Leben
Nach der Absolvierung der Oberschule in Itzehoe wurde Harder ab April 1939 zum Reichsarbeitsdienst verpflichtet. Anschließend wurde er zum Kriegsdienst eingezogen. Während einer Beurlaubung studierte er für ein Semester im Winter 1942/43 Biologie an der Christian-Albrechts-Universität zu Kiel. Dieses Studium setzte er nach seiner Rückkehr aus der Kriegsgefangenschaft ab dem Wintersemester 1945/46 fort. Seine Studienfächer waren Zoologie, Botanik, Geologie, Paläontologie, Chemie und Geographie. 1950 wurde er mit der Dissertation Vergleichende Untersuchungen am Darm verschiedener Haussäuger-Rassen und deren Wildformen zum Dr. rer. nat. promoviert. Anschließend arbeitete er für mehrere Monate als Volontärassistent am Institut für Haustierkunde in Kiel und war danach für drei Jahre als Wissenschaftlicher Assistent am Max-Planck-Institut für Meeresbiologie, Abteilung Fischereibiologie, in Wilhelmshaven tätig. 
Von 1953 bis 1960 arbeitete er am Institut für Fischereibiologie der Universität Hamburg. Von September 1954 bis August 1955 erhielt er ein Stipendium an der Scripps Institution des United States Fish and Wildlife Service in La Jolla, Kalifornien. 1959 absolvierte er auf Einladung der National Science Foundation eine zweimonatige Vortragsreise durch die Vereinigten Staaten. 1961 wurde er wissenschaftlicher Mitarbeiter am Institut für Schwingungsforschung in Tübingen (Fraunhofer-Gesellschaft München). 1964 erschien sein zweibändiges Werk „Anatomie der Fische“, das 1975 in einer englischen Übersetzung veröffentlicht wurde. Dieses Buch gehört in Fachkreisen zu den Standardwerken der Fischanatomie. 
1965 wechselte Harder als Wissenschaftlicher Angestellter zum Zoologischen Institut der Eberhard Karls Universität Tübingen. Es folgte ein Habilitandenstipendium der Deutschen Forschungsgemeinschaft, danach die Arbeit als Akademischer Rat am Lehrstuhl für Tierphysiologie und im Jahr 1970 die Ernennung zum Akademischen Oberrat. Im Jahr 1981 wurde er zum Akademischen Direktor ernannt. 
1968 wurde Harder außerordentlicher Professor im Fach Zoologie an der Mathematisch-Naturwissenschaftlichen Fakultät der Universität Tübingen. Eine Hochstufung zum ordentlichen Professor blieb ihm aufgrund der Neuorientierung der Universitätsstrukturen wegen „struktureller Überlegungen“ verwehrt. 1986 schied Harder aus dem aktiven Dienst aus. 
Harders Forschungsschwerpunkte waren die Planktologie, die Anatomie der Fische sowie die Struktur und Funktion elektrischer Organe bei Fischen. 40 Jahre beschäftige sich Harder mit schwach elektrischen Fischen, insbesondere den Nilhechten (Mormyridae) aus Afrika, die ihre weitgehend trübe Umgebung mit Hilfe elektrischer Felder „abtasten“. Harder leistete Pionierarbeit bei der Systematik der Nilhechte. Dafür forschte er an den großen naturkundlichen Museen in Tervuren, Paris und London. 
1975 erhielt Harder von den Wissenschaftlern Armin Heymer und André Brosset eine Einladung an die Forschungsstation des Centre national de la recherche scientifique bei Makokou, Gabun. Vier Monate führte er als Mitglied einer internationalen Forschergruppe verhaltensphysiologische Untersuchungen an Nilhechten im Freiland durch. 1978 folgte ein weiterer dreimonatiger Aufenthalt an der Forschungsstation, die inmitten eines Regenwaldes liegt. 
Im Jahr 2000 veröffentlichte Harder im Auftrag der UNESCO die CD-Rom „Mormyridae and other Osteoglossomorpha“.

## Schriften  (Auswahl)
- Anatomie der Fische, Band 1, 1964 (englische Übersetzung: Anatomy of the Fishes, 1975)
- Anatomie der Fische, Band 2 Handbuch der Binnenfischerei Mitteleuropas, 1964
- Kopfregion und Schultergürtel der Fische: Eine tabellarische Zusammenstellung der Knochen und anderer wichtiger Bestandteile des Schädels der Fische mit Hinweisen auf die übrigen Wirbeltiere, 1965
- Die Beziehung zwischen Elektrorezeptoren, Elektrischem Organ, Seitenlinienorganen und Nervensystem bei den Mormyridae (Teleostei, Pisces), Zeitschrift für vergleichende Physiologie 59, 1968, S. 272–318